# Angoon
Angoon, früher auch als Angun bekannt, ist ein Ort im Hoonah-Angoon Census Area des US-Bundesstaats Alaska, 97 km südwestlich von Juneau. Das U.S. Census Bureau hat bei der Volkszählung 2020 eine Einwohnerzahl von 357 ermittelt.
In der Sprache der Tlingit bedeutet „Angoon“ so viel wie „Siedlung an der Landenge“.
Angoon ist die einzige Siedlung auf Admiralty Island, seit Cube Cove kurz nach dem Jahr 2000 aufgegeben wurde, und liegt an der Mündung der Mitchell Bay in die Chatham Strait. Die Insel war vor dem Eintreffen der Europäer in der Region über 1000 Jahre lang von Tlingit-Indianern vom Stamm der Kootznoowoo bewohnt. 

## Geschichte
Während der Zeit, in der sich Alaska in russischem Besitz befand, war Pelzhandel die vorherrschende wirtschaftliche Aktivität. 1878, nach dem Alaska Purchase, gründete die Northwest Trading Company einen Handelsposten auf der nahegelegenen Killisnoo Island und heuerte Einwohner von Angoon zum Walfang an.
1882 wurde bei einem Unfall auf einem Walfänger ein Mitglied des Tlingit-Stamms getötet. Die Northwest Trading Company wollte der Entschädigungsforderung durch die Angehörigen des Opfers nicht nachkommen und wandte sich an die United States Navy in Sitka um Hilfe. Angoon wurde daraufhin unter Beschuss genommen und zerstört. 1973 erhielt Angoon von der Regierung der Vereinigten Staaten eine Abfindung in Höhe von 90.000 US-$ für die Zerstörung der Stadt.
Heute sind Fischfang und -verarbeitung die Hauptwirtschaftszweige Angoons. Der Ort ist an das Fährsystem des Alaska Marine Highways angebunden.